# Confession secrète
Pour les articles homonymes, voir Bon-Pasteur.
Pour plus de détails, voir Fiche technique et Distribution.
Confession secrète ou Le Bon Pasteur au Québec (The Good Shepherd) est un thriller canadien réalisé par Lewin Webb, sorti en 2004.

## Synopsis
Jeune prêtre catholique, Daniel Clemens, arrive dans un archidiocèse. Il doit contribuer à redorer l'image de l'Église ternie par un terrible scandale : un autre jeune coreligionnaire, le père Andrews, est accusé de meurtre. Daniel, qui croit à l'innocence de ce dernier, va tout faire pour le disculper. Sa seule aide viendra d'une journaliste, Madeline Finney, qui est autre que son ex-petite amie.

## Fiche technique
Sauf indication contraire, les informations mentionnées dans cette section peuvent être confirmées par la base de données cinématographiques IMDb,  présente dans la section « Liens externes ».
- Titre original : The Good Shepherd[1]
- Titre français : Confession secrète[2]
- Titre québécois : Le Bon Pasteur
- Réalisation : Lewin Webb
- Scénario : Brad Mirman
- Musique : Gary Koftinoff
- Direction artistique : Evan Webber
- Décors : Liesl Deslauriers
- Costumes : Diana Irwin
- Photographie : Curtis Peterseny
- Montage : Nick Rotundo
- Production : Gary Howsam

Coproduction : Lewin Webb
Production déléguée : John Flock, Christopher Lambert et Richard Watson
- Société de production : Peace Arch Entertainment Group
- Société de distribution : Sony Pictures Home Entertainment
- Pays d'origine :  Canada
- Langue originale : anglais
- Format : couleur - 35 mm - 1,85:1 - son Dolby Digital
- Genre : thriller
- Durée : 91 minutes
- Dates de sortie[3] :
  - Canada : 28 août 2004 (Festival du film de Montréal)
  - France : 5 septembre 2007 (sorti directement en DVD)
- Public :
  - Canada : PG
  - France : déconseillé aux moins de 10 ans[4]

## Distribution
- Christian Slater (VF : Damien Boisseau ; VQ : Pierre Auger) : Daniel Clemens
- Molly Parker (VF : Véronique Desmadryl ; VQ : Christine Séguinl) : Madeline Finney
- Stephen Rea (VF : Philippe Peythieu ; VQ : Jacques Lavallée) : Henry McCaran
- Gordon Pinsent (VF : Philippe Ariotti ; VQ : Vincent Davy) : le cardinal Ledesna
- Nancy Beatty (VF : Annie Balestra ; VQ : Johanne Garneau) : Lucy Gallagher
- Von Flores (VF : Vincent de Bouard ; VQ : Antoine Durand) : le père Andrews
- Daniel Kash (VF : Thierry Wermuth) : Jeffrey Altman
- Alex Paxton-Beesley (VF : Sasha Supera) : Monica
- Jordan Hughes (VF : A. Aubrey) : Cameron
- Roman Podhora (VF : Jean-François Aupied ; VQ : Jean-Luc Montminy) : l'inspecteur Sherman
- Shawn Lawrence (VF : Jacques Brunet) : l'évêque Sorano
- Colin Glazer (VF : Olivier Rodier) : Monseigneur Hummel
- Joan Gregson : Mme Donelly
- Kyra Harper : Mme Andrews
- Duane Murray (VF : Michel Laroussi ; VQ : Sylvain Hétu) : James

 Source et légende : version française (VF) sur RS Doublage et selon le carton du doublage français sur le DVD zone 2.

## Production
Le tournage a entièrement lieu à Hamilton en Ontario au Canada.